# Horst-Dohm-Eisstadion

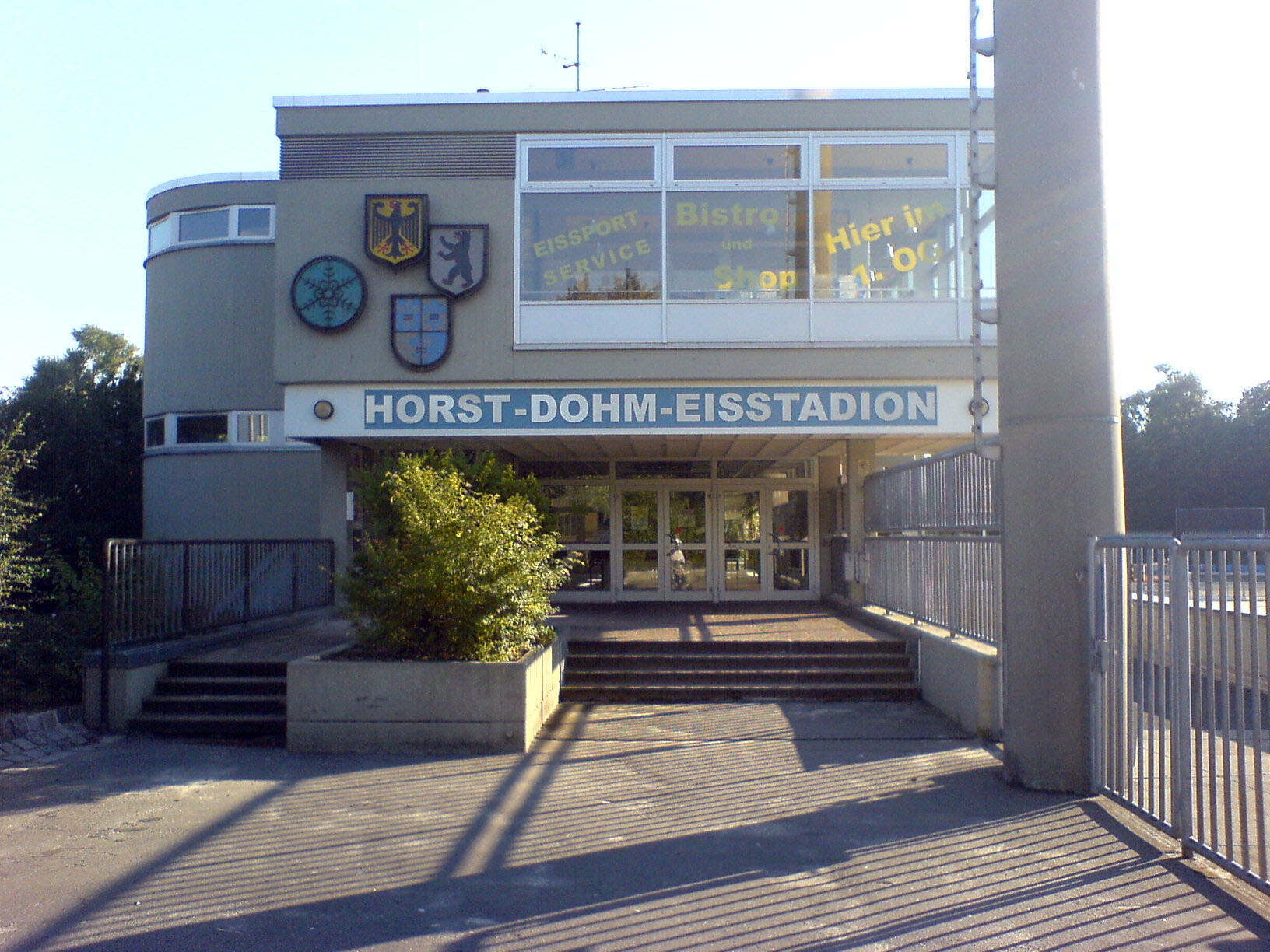
Hauptgebäude des Horst-Dohm-Eisstadions

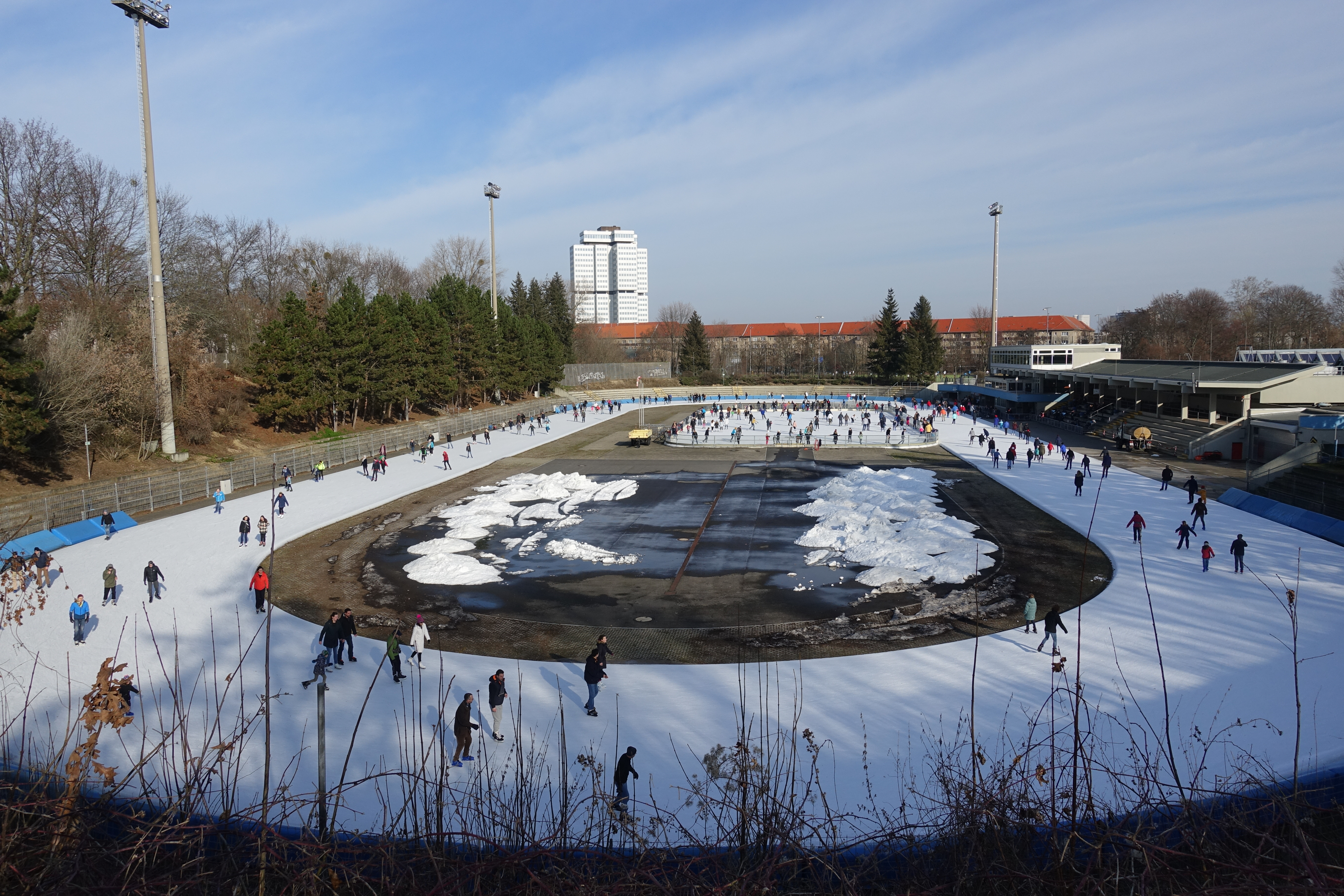
Eisflächen des Horst-Dohm-Eisstadions

Das Horst-Dohm-Eisstadion (früher: Eisstadion Wilmersdorf) ist ein in der Wintersaison halbjährig geöffnetes Eisstadion des Architekten Werner Deyle im Berliner Ortsteil Schmargendorf des Bezirks Charlottenburg-Wilmersdorf. Es besitzt ein – inzwischen geschlossenes – Restaurant, einen Imbissstand und einen Schlittschuhverleih mit angeschlossener Schleiferei. Im Winter ist es als Eislaufstadion geöffnet, im Sommer dient es dem Training für den Rollsport (Inlineskating und Rollschuhlaufen).
Das Eisstadion wurde am 29. November 1974 eröffnet. Es bietet eine 6170 m² große Eisfläche und eine – den damaligen Anforderungen für Olympische Spiele entsprechende – 400 m lange Eisschnelllaufbahn. Sieger der Eröffnungswettkämpfe im Mehrkampf wurden Olympiasiegerin Monika Pflug und der aktuelle Sprint-Weltmeister Per Bjørang. Auch weitere Weltklasseläufer wie Junioren-Weltmeisterin Erwina Ryś, Hans van Helden, Ole Christian Iversen, Cathy Priestner und Piet Kleine sowie die gesamte nationale Elite beider deutscher Staaten waren am Start.
Im Jahr 1985 fand hier das erste Eisschnelllauf-Weltcuprennen in Deutschland statt.
Das Horst-Dohm-Eisstadion war seit 1974 auch regelmäßig Austragungsort für Eisspeedway. 1983 fand hier die Mannschaftsweltmeisterschaft, 1987 erstmals die Einzel-Weltmeisterschaft statt. Zuletzt gab es im Jahr 2019 einen WM-Lauf. Das bisher letzte Rennen fand 2023 statt.
Im Oktober 2000 wurde das Eisstadion nach Horst Dohm benannt, dem früheren Wilmersdorfer Bezirksbürgermeister von 1981 bis 1996.

## Adresse
Das Eisstadion befindet sich in der Fritz-Wildung-Straße 9 (früher: Lochowdamm). Es befindet sich in unmittelbarer Nachbarschaft des Sommerbades Wilmersdorf und des Stadions Wilmersdorf.